# Łubinka
Łubinka – potok, prawobrzeżny dopływ Dunajca o długości 16,88 km. Ma źródła w miejscowości Mogilno w województwie małopolskim, w powiecie nowosądeckim, w gminie Korzenna. Spływa początkowo w kierunku południowo-zachodnim, od ujścia Zarębianki zmienia kierunek na zachodni. W Nowym Sączu uchodzi do Dunajca jako jego prawy dopływ. Następuje to na wysokości 273 m, w miejscu o współrzędnych 49°38′42″N 20°41′05″E/49,645000 20,684722.
Najwyżej położone źródła znajdują się na wysokości ok. 520 m n.p.m. Potok ma długość około piętnastu kilometrów. Zlewnia Łubinki i jej dopływów znajduje się w trzech mezoregionach geograficznych. Największa część zlewni znajduje się na terenie Beskidu Niskiego, ale część źródłowych cieków spływa z terenów Pogórza Rożnowskiego. Dolny odcinek Łubinki znajduje się już na Kotlinie Sądeckiej. Główne dopływy to potoki: Krasówka, Łękówka, Naściszówka, Wsiówka i Zarębianka.
W swej historii Łubinka nosiła także nazwy: Olbinka, Elbinka, Lubinka, niem. Elbinge.